# Xavier de Montépin

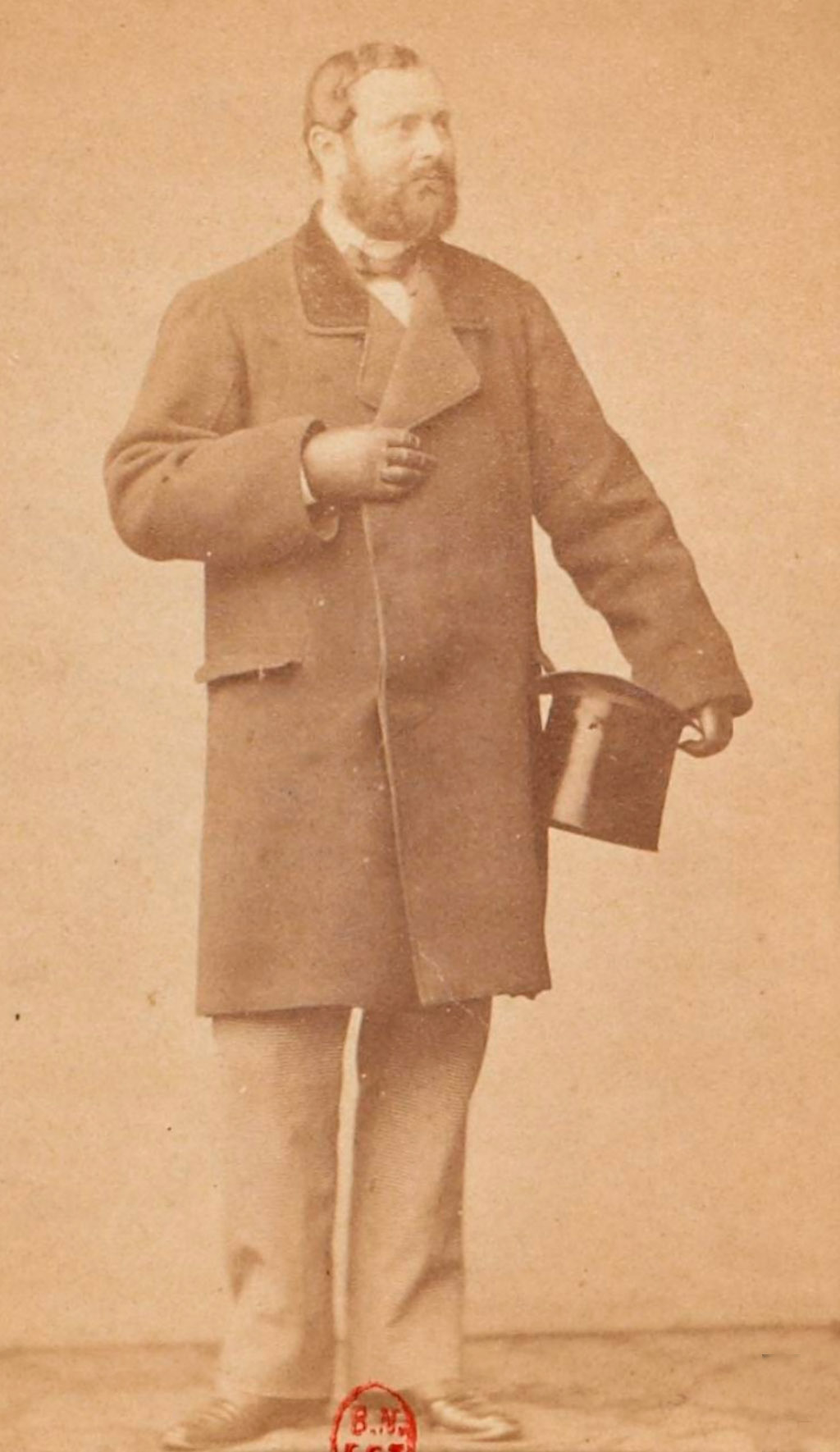
Xavier de Montépin

Xavier de Montépin (* 18. März 1824 in Apremont, Département Haute-Saône; † 30. April 1902 in Paris, beerdigt auf dem Alten Friedhof von Rueil-Malmaison) war ein französischer Roman- und Bühnenschriftsteller.

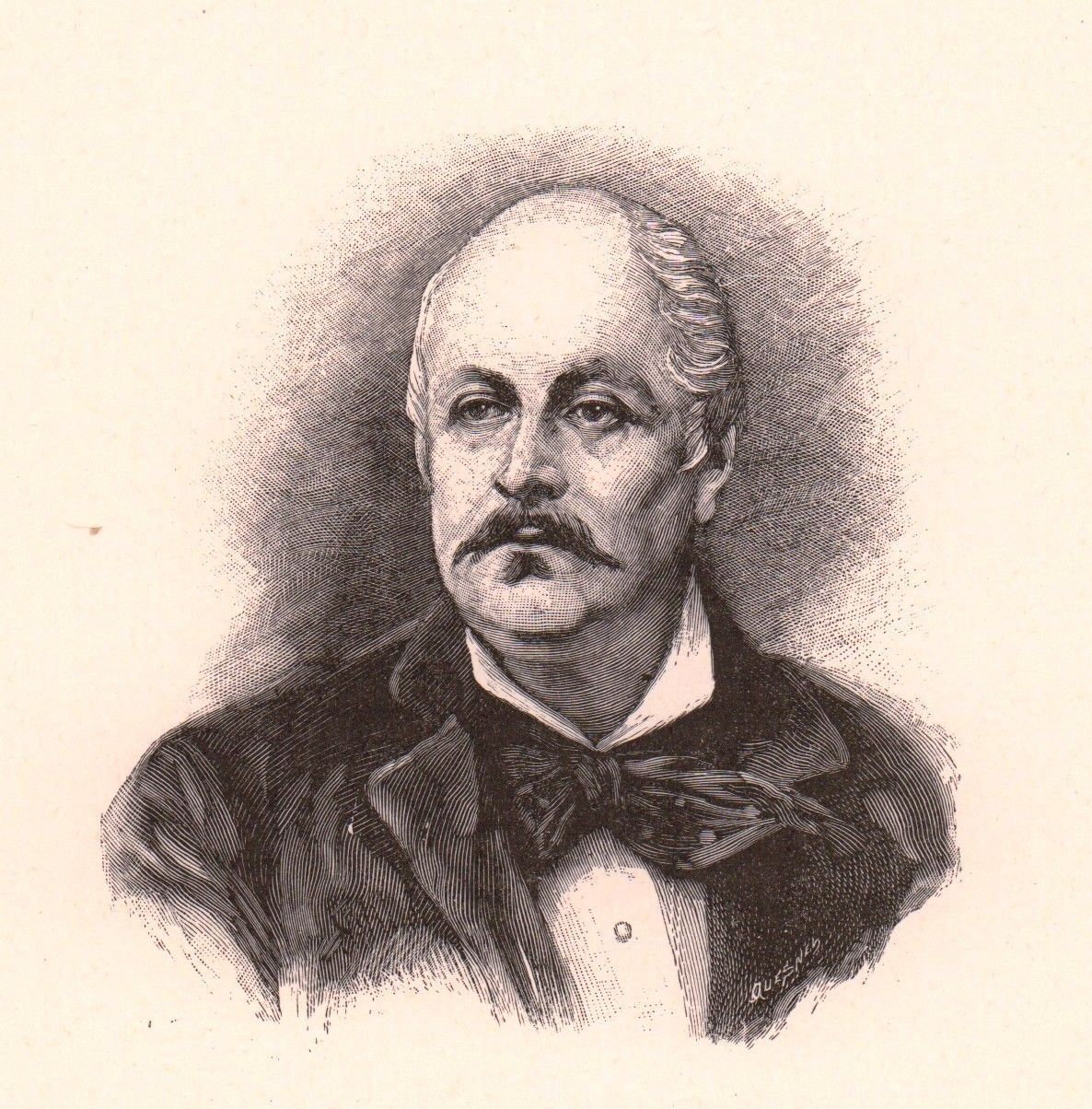
Xavier de Montépin – Kupferstich (um 1899) in den Figures contemporaines, tirées de l’album Mariani. 1899.

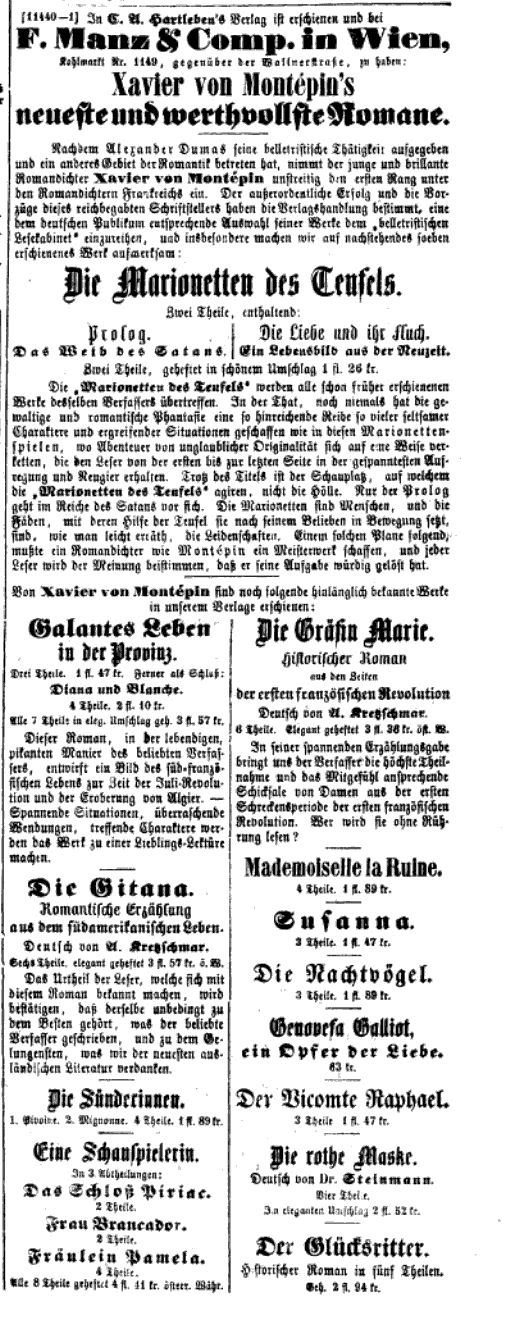
Xavier de Montépin – Werbung für einige Übersetzungen

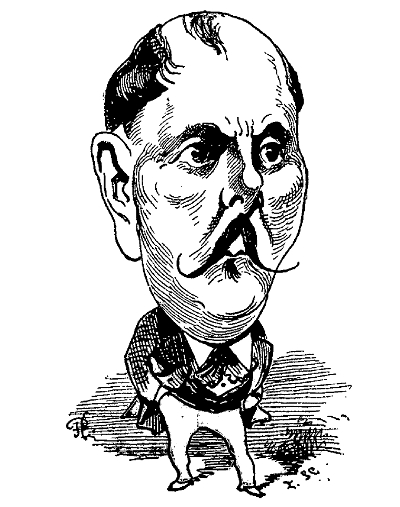
Montépin – Karikatur von Georges Lafosse aus Le Trombinoscope 1875.

## Leben
Montépin war Sohn des Comte und Neffe des ehemaligen Pair de Montepin. Als Absolvent der École nationale des chartes versuchte er sich eine Zeit lang in der Politik, gründete 1848 die Zeitschrift Le Canard: Journal drôlatique, fantastique, anecdotique, politique et critique, die jedoch schon nach elf Nummern wegen eines Artikels gegen Louis-Antoine Garnier-Pagès verboten wurde. Er arbeitete danach an den Zeitungen Le Lampion und Le Pamphlet mit; gab jedoch bald die Politik ganz auf, um sich nur noch der Literatur zu widmen.
Montépin veröffentlichte eine Reihe von Romanen, die zumeist zunächst als Fortsetzungsromane in Zeitschriften erschienen, bevor sie als separate Buchausgaben erneut auf den Markt gebracht wurden.

## Werk
Montépin schrieb insgesamt über 100 Romane. Stilistisch sind seine Romane der Unterhaltungsliteratur (zuweilen auch Boulevardromantik genannt) oder gar Schundliteratur zuzuordnen. Sie waren vor allem in den 1850er und 1860er Jahren – neben denen von Émile Gaboriau und  Pierre Alexis Ponson du Terrail – extrem beliebt und wurden in diverse Sprachen übersetzt, darunter auch ins Deutsche oder auch ins Polnische, wo sie zum Teil in nur selten bibliothekarisch nachweisbaren Billigausgaben verlegt wurden.
Das Erfolgsrezept seiner Romane waren abstruse Geschichten über Personen, die in geheimer Mission und inkognito unterwegs waren und diverse Abenteuer erlebten. Ein Artikel in der Gartenlaube charakterisierte Montépins Romane wie folgt:

„In den Sechziger Jahren gab es ein gutes Dutzend überall gelesener Verfertiger von Sensationsromanen, Gaboriau, Xavier de Montépin und Ponson du Terrail an der Spitze, deren Erzählungen nach dem Vorbild von Eugen Sue mit den wunderbarsten Abenteuern, seltsamsten Gestalten und fabelhaftesten Verwicklungen vollgepfropft waren. Politische und galante Intrigen waren darin zu einem ‚spannenden‘ Knäuel verfilzt, und wieder war es Brébant – ein andrer konnte es ja nicht sein! – bei dem sich die aufregendsten Vorgänge abspielten. Jene, die diese Romane daheim, in dem grauen, eintönigen Alltagsdasein ihrer Kleinstadt verschlangen, wurden von deren exotischem und erotischem Atem fieberhaft angeweht, und sie träumten sich sehnsüchtig an diesen Zauberort der Verführung und Überraschung. Darum war ihr erster Weg, wenn sie endlich nach Paris kamen, zu Brébant. … schritten sie klopfenden Herzens die Treppe hinan. Sie alle waren auf die merkwürdigsten Erlebnisse gefasst; sie alle waren überzeugt, sich im nächsten Augenblick in einer Gesellschaft von inkognito reisenden Staatskanzlern, kalifornischen Goldgräbern, königlichen Bastarden, entsprungenen Galeerensklaven, erbschleichenden Jesuiten, ehebrechenden Herzoginnen und indischen Opiumrauchern zu befinden; sie alle witterten ungeahnte Mysterien und erwarteten mit Bestimmtheit, von zwei Kardinälen bedient zu werden, die sich als Kellner verdungen hatten, um neue Geheimbündler zu belauschen, die, als Chinesen verkleidet, mit Hilfe einer von den brasilischen Freimaurern besoldeten, kindermordenden Schlangenbändigerin eine Verschwörung gegen den Heiligen Stuhl anzettelten. Sie konnten lange warten. Denn in dem großen Speisesaale gab es, wie immer, nur Notare aus Perpignan, Senffabrikanten aus Dijon, Tuchmacher aus Mancheſter, Schiffsmakler aus Barcelona, Bandweber aus Elberfeld, Rentner aus Chikago, Viehzüchter aus der Ukraine, Bierbrauer aus Belgien und ähnliche Philiſter, die sich gegenseitig verlegen und gelangweilt anstarrten.“

„In Paris † am 1. Mai der französische Romans Schriftsteller Xavier de Montépin im Alter von 78 Jahren. Er war einer der fruchtbarsten Unterhaltungsschriftsteller und hat mehr als hundert Romane geschrieben, die namentlich in den Fünfziger- und Sechzigerjahren von einem großen Publikum ob ihres sensationellen und spannenden Inhalts verschlungen wurden.“

Einer der bekanntesten Romane in Frankreich wurde La Porteuse de pain (Die Brotausträgerin), der zunächst im Le Petit Journal erschien. Wie viele andere seiner Romane auch, wurde La Porteuse de pain (Die Brotausträgerin) für das Theater und später sogar für das Fernsehen adaptiert.
Für Aufstehen sorgte ein Gerichtsprozess aufgrund von Plagiatsvorwürfen, angestrengt von Louis-Étienne Jousserandot aufgrund diverser vermeintlicher Ähnlichkeiten und Übernahmen in Montépins Roman Le Médecin des pauvres (Der Armendoktor; 1861). Der Prozess endete jedoch ohne Urteil.
Montépin starb 1902 im Alter von 78 Jahren und war zu dieser Zeit außerhalb Frankreichs nur noch wenig bekannt. Die deutschen Literaturzeitschriften brachten nur eine kurze Nachricht über seinen Tod, ohne weiter auf den Autor einzugehen.